# Ростомян, Степан Арзуманович
Степан Арзуманович Ростомян (арм. Ստեփան Արզումանի Ռոստոմյան; (4 апреля 1956, Ванадзор) — армянский композитор. Заслуженный деятель искусств Республики Армения (2009).

## Образование
- Окончил класс скрипки музыкального училища им. Р.Меликяна.
- 1980 — композиторский факультет Ереванской государственной консерватории.

## Музыкальная карьера
- 1980—1984 — работал музыкальным ассистентом государственной академической капеллы Армении.
- 1989 — ведет классы композиции и инструментовки в Ереванской государственной консерватории.
- 1989—1990 — работал по приглашению в Университете Глазго (Шотландия).
- 1990—1992 — был музыкальным руководителем Ереванского государственного академического театра им. Г. Сундукяна.
- 1994—2002 — руководитель отдела шараканаведения в богословском центре «Гандзасар» и главным редактором музыкальных изданий.
- 1997 — директор армянского центра современной музыки.
- 1998—2000 — доцент, а с 2000 года — профессор Ереванской государственной консерватории.
- 1999 — президент армянского музыкального информационного центра.
- 1999 — член Американского общества композиторов и издателей (ASCAP)
- 2000 — артистический директор международного фестиваля музыки и искусств «Перспективы XXI века».
- 2001—2002 — артистический директор фестивалей Государственного комитета по празднованию Христианства в Армении.
- 2002 — является одним из основателей радиостанции культуры «ВЕМ».

## Другие данные
- Один из 500 ведущих композиторов второй половины XX века, чьи биографические и творческие данные представлены в информационном справочнике «Современные композиторы» (Gale Research International).[источник не указан 1255 дней]
- 2003 — Академик МАНПО.